# Омар Раззаз
Омар Раззаз (араб. عمر الرزاز) (нар. 1 січня 1960, Ес-Салт, Йорданія) — йорданський державний і політичний діяч, голова уряду Йорданії 14 червня 2018 — 12 жовтня 2020

## Біографія
Омар Раззаз має ступінь доктора філософії (PhD) Гарвардського університету. Здобув ступінь магістра Массачусетського технологічного інституту.
В 2002—2006 роках — директор Світового банку в Лівані. В 2006—2010 роках — директор Корпорації соціального забезпечення Йорданії, одночасно працював директором Йорданського стратегічного форуму та Йорданського Алі банку 14 січня 2017 — 5 червня 2018 працював міністром освіти Йорданії в уряді Хані аль-Мулькі.
Був призначений прем'єр-міністром після того, як його попередник пішов у відставку через масові протести проти заходів жорсткої економії в країні.